# Callistodema fasciata
Callistodema fasciata ist eine Wanzenart aus der Familie der Raubwanzen (Reduviidae).

## Merkmale
Die mittelgroßen Wanzen sind von schlanker Statur. Der Kopf, der vordere Teil des Halsschildes sowie das Schildchen (Scutellum) sind schwarz gefärbt. Der hintere Teil des Halsschildes ist orange-hellrot und besitzt an den Seiten jeweils einen schwarzen Fleck. Die Hemielytren sind orange-hellrot gefärbt und besitzen zwei breite schwarze Querbänder. Der Hinterleib ist orange-hellrot gefärbt. Das Connexivum (auf der Seite sichtbarer Teil des Abdomens) weist schwarze Flecke auf. Das erste Glied der Fühler ist sehr lang, verdickt und schwarz gefärbt. Die restlichen Glieder sind dagegen rötlich und schlank. Die Femora (Schenkel) der vorderen Beine sind verdickt, auf der Oberseite schwarz, auf der Unterseite orange-hellrot gefärbt. Die mittleren und hinteren Beine sind schwarz mit einem breiten orange-hellroten Streifen am Übergang zwischen Femur und Tibia (Schiene) versehen.

## Verbreitung und Lebensräume
Das Verbreitungsgebiet der Wanzenart reicht vom östlichen Mittelmeerraum (Griechenland) und der Schwarzmeerregion (Russland) über Kleinasien und den Kaukasus (Armenien, Aserbaidschan) bis in den Mittleren Osten (Iran). Die Wanzen findet man fast ausschließlich an Tamarisken (Tamarix).

## Lebensweise
Die Tiere leben räuberisch von verschiedenen Insekten. Die grünen Nymphen ernähren sich von kleinen Singzikaden (Cicadidae) sowie von Weich- und Bodenwanzen. Die erwachsenen Wanzen sind sehr kälteresistent. Sie können Temperaturen von −20 °C bis −30 °C überleben.